# Voodoo Glow Skulls
Voodo Glow Skulls é uma banda de ska punk formada em 1988, em Riverside, Califórnia pelos irmãos casillas - Frank, Eddie e Jorge, que se uniram ao baterista Jerry O´Neil, amigo de muito tempo e ao Trombonista Brodie Johnson.
Cantada em espanhol e em inglês simultaneamante - marca registrada da banda, a música do voodoo glow skulls é carregada de hardcore californiano, misturado com ska tradicional, riffs sensacionais e uma pitada de cultura latina, principalmente da cultura mexicana, formando um tipo de som original, conhecido como o protótipo do que hoje seria o west coast ska-core sound,  influenciando bandas como No Doubt, Sublime e Reel Big Fish.
Na música do VGS, são encontradas letras embebidas de humor, comentando sobre temas como realidades políticas, inequidades raciais, preconceitos e outros problemas sociais.

## Carreira
A primeira aparição ao vivo comentada do Voodoo Glow Skulls, foi no famoso Spanky's Café da califórnia, onde eles tocaram ao lado de: Angry Samoans, The Mighty Mighty Bosstones, Firehose, Murphy's Law and The Dickies.
Em 1990 os VGS Lançaram seu primeiro EP, Com a ajuda de uma banda underground chamada Public Humiliation, e estrearam sua própria turnê.
Em 1991, adicionou dois metais no grupo, contando com Joey Hernandez no saxofone, Joe McNally no trompete e Brodie Johnson no trombone. O primeiro release independente da banda, veio em 1992 Com os "Rasta Mis Huevos", os mesmos produtores e gravadores de The Offspring, No Doubt, Reverend Horton Heat, and 311.
Voodoo Glow Skulls Gravou seu primeiro Álbum Who Is, This Is? Pela Dr. Strange Records em 1993, Vendendo 200.000 cópias Pelo mundo. A banda Até 2001 contava com o selo Epitaph Records, e lançou álbuns que coletivamente alcançaram 750.000 cópias mundo a fora.
Em 2001 VGS Deixou a  Epitaph records e assinou com a Victory Records. Desde então a banda lançou três álbuns e continua até hoje em turnê
Em todos esses anos de apresentação, o Voodoo Glow Skulls tem uma lista de apresentações exóticas e cheias de fulgor por todo o mundo - inclusive no Brasil, uma gravadora, um selo e também uma loja de CD´s.
Hoje a banda conta com Frank Casillas - Vocal, Eddie Casillas - Guitarra, Jorge Casillas - Baixo, Jerry O'Neill - Bateria, Eric Fazzini - Saxofone e Ruben Durazo - Trombone
A Banda não se reportou sobre a saída de três dos seus integrantes, e o ingresso dos novos integrantes.

## Discografia

### Álbuns
- The Old of Tomorrow 7" Ep - 1990 Goon Records
- We're Coloring Fun - 1992 Signal Sound Systems Records
- The Potty Training Years (1st release) - 1993 Signal Sound Systems Records
- Who Is, This Is? - 1993 Dr. Strange Records
- Firme - 1995 Epitaph
- Baile de Los Locos - 1997
- The Band Geek Mafia - 1998 #20 Heatseekers
- The Potty Training Years 1988-1992 - 2000 El Pocho Loco Records
- Symbolic - 2000
- Steady As She Goes - 2002
- Adicción, Tradición, Revolución - 2004
- Southern California Street Music - 2007 ||| A música "Home is Where the Heart(ache) Is" pode tmbém ser ouvida na coletânea "Listen up Vol. 1"

### Compilações
- Exitos Al Cabron - 1999
- Welcome to Califucknia - 1992 Signal Sound Systems Records
- Misfits of Ska - 1995 Asian Man Records
- Punk-O-Rama Vol. 3 - 1998
- Dive into Disney - 2002
- "Kingrock Entertainment, Volume #1" - 2008 http://www.interpunk.com/item.cfm?Item=69240&